# Truppenübungsplatz Jaworiw

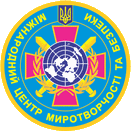
International Peacekeeping and Security Center (Logo)

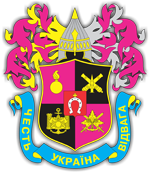
Wappen der Nationalen Armeeakademie, benannt nach Hetman Petro Sahaidatschnyj

Der Truppenübungsplatz Jaworiw (ukrainisch Яворівський військовий полігон Jaworiwskyj wijskowyj polihon; 1941–1944 Truppenübungsplatz Galizien, ab 1947 die Militärpolitische Hochschule Lemberg (LVVPU) bzw. deren Nachfolger) ist ein Truppenübungsplatz in unmittelbarer Nähe zur polnischen Grenze in der Westukraine, 30 Kilometer nordwestlich von Lwiw im Rajon Jaworiw. Der Platz umfasst eine Fläche von 36.153 Hektar; bis zur Schaffung des Nationalparks Jaworiw war er 42.000 Hektar groß.
Auf dem Gelände befindet sich die Nationale Militärakademie Hetman Petro Sahaidatschnyj (ukrainisch Національна академія сухопутних військ імені гетьмана Петра Сагайдачного / Nazіonalna akademіja suchoputnich wіjsk іmenі getmana Petra Sagaidatschnogo) sowie das internationale Ausbildungszentrum International Peacekeeping and Security Center.

## Geschichte
Der Truppenübungsplatz Jaworiw wurde 1940 gegründet. Dabei wurde ein ehemaliger Truppenübungsplatz der polnischen Armee genutzt, der hier vor der sowjetischen Besetzung Ostpolens 1939 und der sowjetischen Annexion der Westukraine bestanden hatte. Am 13. Februar 1940 verabschiedete die UdSSR eine Resolution über die Räumung von 30 Dörfern, deren Fläche für die Erweiterung des Platzes benötigt wurde.
Insgesamt wurden 125.000 Menschen aus dem Gebiet zwangsausgesiedelt, 170 Dörfer und Weiler wurden zu Wüstungen. Die Bewohner wurden nach Süd-Bessarabien in Dörfer verbracht, die kurz zuvor bei der Umsiedlung von Bessarabiendeutschen ins Deutsche Reich frei geworden waren. Von 1941 bis 1944 wurde das Gebiet von der deutschen Wehrmacht als Truppenübungsplatz Galizien genutzt.
Später nutzte erneut die Rote Armee das Areal und ab 1991 die ukrainischen Streitkräfte. Es wurden auf dem Platz auch gemeinsame Übungen mit NATO-Streitkräften durchgeführt.

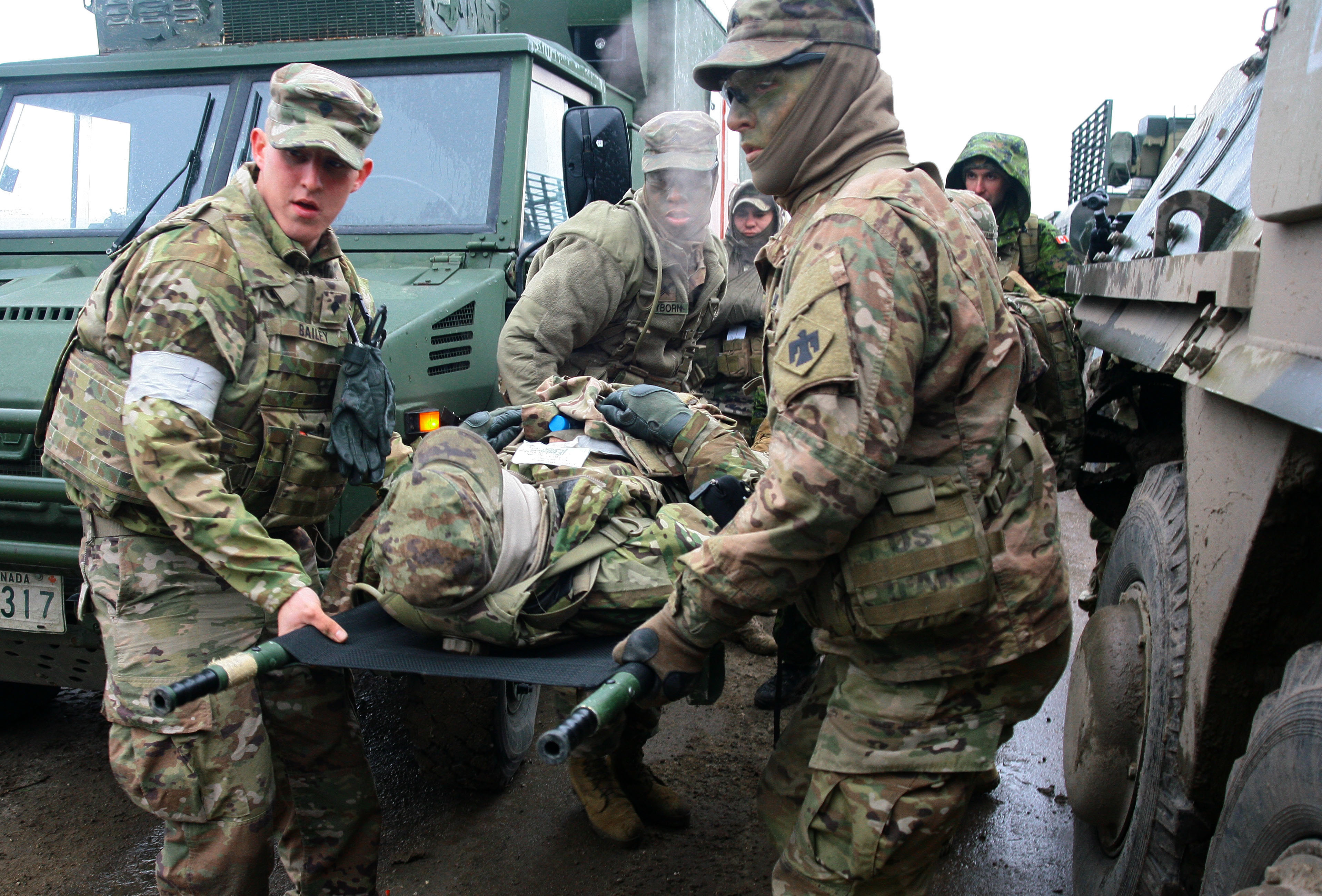
Sanitäter des 27th Infantry Brigade Combat Team der New York Army National Guard, das der Joint Multinational Training Group-Ukraine zugeteilt ist, nahmen am 17. November 2017 an einer Massive Casualty (MASCAL)-Übung im Yavoriv Combat Training Center teil

Während der russischen Invasion der Ukraine ab dem 24. Februar 2022 forderte ein russischer Raketenangriff am 13. März 2022 mehrere Dutzend Todesopfer. Es  wurden 35 Todesopfer und rund 137 Verletzte gemeldet, darunter auch ein amerikanischer Journalist.

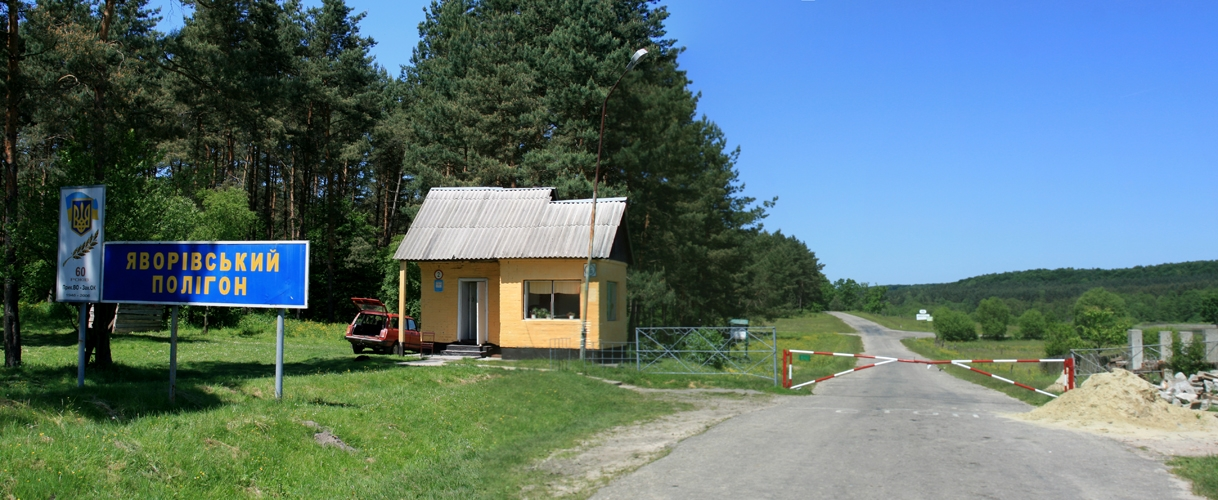
Einfahrt zum Übungsplatz (2008)
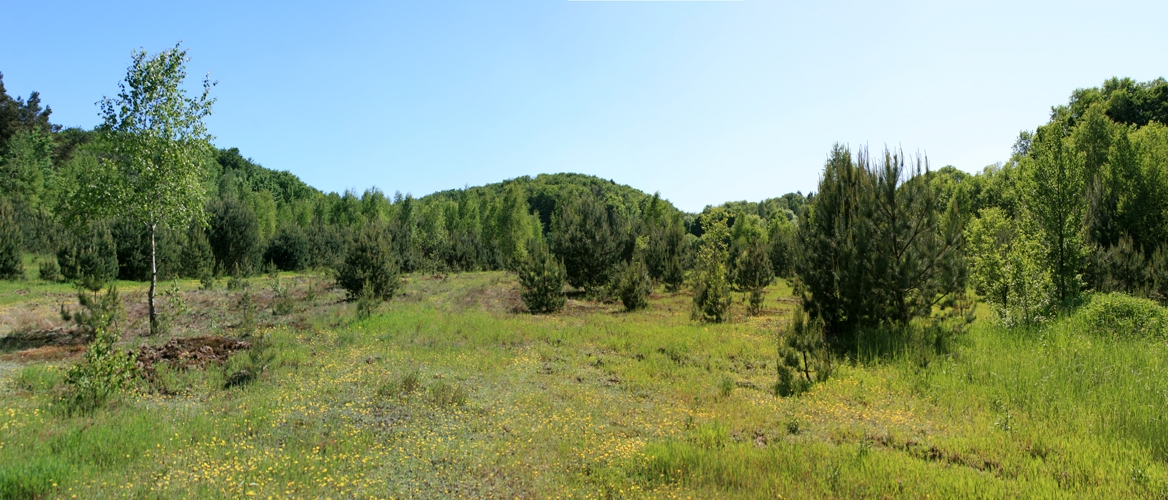
Gelände (2008)